# Біоетика
Біоетика (з грецької мови βίος — життя, ἔθος — звичай) — нормативне знання, що охоплює моральну проблематику, пов'язану з розвитком біомедичних наук, які стосуються питань генетики, медичних досліджень, терапії, турботи про здоров'я і життя людини.

## Історія
Термін «біоетика» вперше запропонував у 1927 Фріц Ягр у статті «Біоетичний імператив», як поняття про моральні засади використання лабораторних тварин і рослин.
Сучасне уявлення про біоетику розробив у 1971 році американський біохімік Ван Ренсселер Поттер з метою виокремлення вчення про моральність людської поведінки з позиції біологічно-медичної галузі та інших соціально-орієнтованих наук про життя. Він розглядав біоетику як науку для виживання людини, та покращення умов її життя, що поєднує біологічні знання та загальнолюдські цінності.
Подальший розвиток біоетики пов'язаний з ім'ям американсько-голландського лікаря Андре Хеллегерса. Для нього характерний  розгляд біоетики як простору діалогу між медициною і філософією. Розуміння біоетики в його концепції як дисципліни, покликаної синтезувати медичні та етичні знання, отримало більше поширення і приходить на зміну поттерівському розумінню. Такі ж погляди на біоетику як нову лікарську парадигму моралі підтримують американські лікарі Е.Д. Пеллегріно, Д.С. Томасма. В той же час Т. Бочамп та Дж. Чілдресс уточнюють основні принципи біоетики, які вже застосовують у європейській лікарській практиці та медичному праві.
У сучасному уявленні західної цивілізації постала нова етична парадигма Ганса Йонаса, згідно з якою він хотів сформулювати новий імператив, наслідуючи Канта: "Роби так, щоб наслідки твоїх дій були сумісні з збереженням справжнього людського життя на Землі".

## Об'єкт біоетики
Моральність людської поведінки у біологічно-медичній галузі та у сфері охорони здоров'я стосовно її відповідності моральним нормам та цінностям.
Дозволеність медичних втручань в людський організм з точки зору права, зокрема, тих втручань, що пов'язані з розвитком біологічних і медичних наук.
Використання біологічних наук на службі людині з ціллю покращити умови життя.
У сферу інтересів біоетики включаються також проблеми створення та інтродукції в біосферу трансгенних рослин і тварин, використання генетично модифікованих харчових продуктів.

## Предмет біоетики
Охорона здоров'я і життя людини від моменту запліднення до природної смерті, яка виражається через різні форми лікування. Моральні аспекти війни, вбивства, аборти, самогубства, евтаназії.

## Моделі біоетики
За книгою Ігоря Бойка "Біоетика", в світі існує три моделі біоетики. Модель 1 — «ліберальна», коли будь-які обмеження відсутні.
Модель 2 — «утилітарна», коли відносно однієї особи або групи осіб дозволяється заборонене, якщо це корисно і вигідно для більшості людей.
Модель 3 — «персоналістична», де людська особа вважається цілісністю надприродною і недоторканою.

## Напрями біоетики
Основні напрями розгляду біоетики: медичний, екологічний, глобальний, феміністичний. 
Відповідно існують: 
- медична біоетика  — концентрує увагу до стосунків в лікарському середовищі, та в середовищі "лікар-пацієнт";
- екологічна біоетика  — звертає увагу на важливу роль дикої природи у світі живої природи (екоцентризм) та на цінність і право живих істот (біоцентризм);
- глобальна біоетика  —  звертає увагу на перенаселення планети, обмеженість природних ресурсів та на екологічні проблеми, які з цим пов'язані;
- феміністична біоетика  — виявляє виключну цінність духовного світу жінки в контексті патріархального суспільства та соціальних ролей.[10]

## Принципи біоетики
- Повага до автономії особистості, до його гідності  — здатність особистості до самовизначення, свободи прийняття рішень, сталість позицій, цінностей та життєвих планів суб'єкта.
- "Не нашкодь"  — зобов'язує лікаря уникати завдання будь-якої шкоди пацієнтові, не тільки в рамках професійної діяльності лікаря, а взагалі будь-якого зла, яке лікар може попередити або лікувати.
- "Роби благо"  — спонукає лікаря до емпатії, співчуття до пацієнта, та потребує активної позиції лікаря, а саме творчому підході на благо пацієнта.
- Принцип справедливості  — означає рівний доступ усіх пацієнтів до адекватного рівня медичних послуг. На практиці цей принцип важко реалізується, особливо при розгляді рівня та якості медичних послуг країн, що розвиваються, та розвинених країн.[4]

## Міжнародне право в галузі біоетики
Першим міжнародним документом, який забороняв знущання був Нюрнберзький Кодекс, 1947 року, який закріпив пріоритет права і особистості над інтересами науки і суспільства.
В цьому ж році була створена Всесвітня медична асоціація, яка розробила подальші документи для впровадження медичної етики в європейську лікарську практику. Зокрема, це документи: Конвенція щодо захисту особи стосовно автоматичної обробки персональних даних (1981), Міжнародний кодекс медичної етики (1983 рік), Декларація незалежності та професійної свободи лікаря (1986), Декларація щодо евтаназії (1987), Гельсінська декларація (1964) та остання її версія 2008 року, Декларація щодо трансплантації людських органів (1987), Конвенція про права дитини (1989), Амстердамська конвенція щодо прав пацієнтів (1984), Конвенція Ради Європи "Про захист прав та гідності людини в аспекті біомедицини" (1997), 
Також були прийняті: Картахенський протокол з біобезпеки (2000), "Етичні принципи медичних наукових досліджень з залученням людських суб'єктів" Всесвітньої медичної асоціації, Європейська хартія прав пацієнтів (2002), Конституція Європейського Союзу (2004), Всезагальна декларація з біоетики та прав людини ЮНЕСКО (2005) та ін. документи.
Генеральною Асамблеєю ООН було прийнято Декларацію про клонування людини (2005).
Основні міжнародні документи в галузі біоетики, що були прийняті Радою Європи: Конвенція про захист прав людини та основоположних свобод (1950), Конвенція Ради Європи про захист прав та гідності людини у зв'язку з використанням досягнень біології та медицини (1997), Додатковий протокол про заборону клонування людей (1998), Додатковий протокол, що стосується трансплантації органів та тканин людини (2002).

## Соціально-філософські міркування
Біоетика або етика життя — це розділ прикладної етики, філософської дисципліни, що вивчає проблеми моралі насамперед стосовно людини, визначає, які дії щодо з морального погляду є припустимими, а які — неприпустимими. Або іншими словами: біоетика — це органічне поєднання новітніх досягнень біологічної науки та медицини з духовністю. У сучасному суспільстві вона стала ознакою цивілізованості.
Утвердження засад біоетики внесе відповідну частку в практичну реалізацію в суспільстві основних засад християнського буття, побудові цивілізації любові та формування здорового способу життя громадян. Дані біоетики є додатковим імпульсом для поглиблення богословського розуміння гідності людської особи, бо висвітлюють досі невідомі аспекти людського існування.
Біоетика як біологія духовності застерігає молодь перед загрозами для життя, які часто проявляються як егоїстичні задоволення. Біоетика — це сукупність понять і принципів, направлених на моральне вдосконалення людства, охорону прав і достоїнств людини у зв'язку з революційними досягненнями сучасної біології, особливо молекулярної генетики, генетичної інженерії, розшифрування геному людини і тварин.
Біоетика старається визначити рубежі медичного втручання людини, а також визначити моральну вартість медичних діянь, які розглядаються. «Становлення і все ширший розвиток біоетики сприяє рефлексії і діалогу — між віруючими і невіруючими, а також між прихильниками різних релігій — про основні етичні проблеми, пов'язані з людським життям». Біоетика закладає глибокий фундамент «цивілізації любові та життя», без якої існування осіб і суспільства втрачає свій найбільш людський сенс.
Біоетика спричиняється до зростання інтересу до якості життя, а також до екології, що особливо актуально в суспільствах з високим ступенем розвитку, в яких люди прагнуть вже не тільки до запевнення собі основних засобів до життя, скільки до планетарного покращення умов життя. В сучасному суспільстві людство стоїть перед надлюдським, драматичним змаганням між злом і добром, між смертю і життям, між «культурою смерті» і «культурою життя». Всі ми беремо участь у цьому, а отже, не можемо ухилятися від безумовного обов'язку відповідальності за життя.
Біоетика — це наука, яка покликана вирішувати питання, такі як: штучне запліднення, сурогатне материнство, вирощування штучних органів, клонування тварин, генетична інженерія, запліднення in vitro тощо.  Дискусії та дебати щодо правил біоетики відбуваються між науковими працівниками, економістами, політиками та церковною владою, з наміром уникнути розділення і відокремлення наукового дослідження від філософсько-моральної рефлексії.